# Obergröningen
Obergröningen település Németországban, azon belül Baden-Württembergben. Lakosainak száma 439 fő (2023. december 31.).

## Népesség
A település népessége az elmúlt években az alábbi módon változott:
| Lakosok száma | 340  | 341  | 372  | 381  | 404  | 437  | 453  | 457  | 460  | 439  |
|               | 1961 | 1967 | 1974 | 1980 | 1987 | 1993 | 2000 | 2006 | 2013 | 2023 |